# 389-es busz
A 389-es jelzésű regionális autóbusz Veresegyházon, a Medveotthon és az Általános iskola között közlekedik, kizárólag egy irányban. A viszonylatot a MÁV Személyszállítási Zrt. üzemelteti. Csak a nyári időszámítás idején jár, szombaton és munkaszüneti napokon.

## Története
2019. május 11-én indult a Medveotthon buszkapcsolatának megteremtése érdekében.

## Megállóhelyei
Ellenkező irányban az azonos útvonalon közlekedő 396-os busz pótolja, amely ez okból kifolyólag nincs feltüntetve az átszállási kapcsolatok között.
| 0  | Medveotthon induló végállomás      |                         |
| 4  | Veresegyház-Ivacs vasútállomás     | S71                     |
| 7  | Vasútállomás                       | 451 S71                 |
| 8  | Vasútállomás bejárati út           | 398, 451, 455           |
| 10 | Általános iskola érkező végállomás | 318, 319, 398, 451, 455 |